# Division One (1894/1895)
Division One (1894/95) – był to 5. w historii sezon szkockiej pierwszej klasy rozgrywkowej w piłce nożnej. Sezon rozpoczął się 11 sierpnia 1894, a zakończył się 18 maja 1895. Brało w niej udział 10 zespołów, które grały ze sobą systemem „każdy z każdym”. Tytułu mistrzowskiego nie obronił Celtic. Nowym mistrzem Szkocji został Heart of Midlothian, dla którego był to pierwszy tytuł w historii klubu. Koronę króla strzelców zdobył John Milner, który strzelił 12 bramek.

## Zasady rozgrywek
W rozgrywkach brało udział 10 drużyn, walczących o tytuł mistrza Szkocji w piłce nożnej. Każda z drużyn rozegrała po 2 mecze ze wszystkimi przeciwnikami (razem 18 spotkania).

## Drużyny
| Uczestnicy poprzedniej edycji                                                                                 | Uczestnicy poprzedniej edycji | Uczestnicy poprzedniej edycji | Uczestnicy poprzedniej edycji |
| --- | ----------------------------- | ----------------------------- | ----------------------------- |
| CEL | Celtic                        | 1                             |                               |
| HRT | Heart of Midlothian           | 2                             |                               |
| BER | St Bernard’s                  | 3                             |                               |
| RAN | Rangers                       | 4                             |                               |
| DUM | Dumbarton                     | 5                             |                               |
| STM | St. Mirren                    | 6                             |                               |
| THL | Third Lanark                  | 7                             |                               |
| DNE | Dundee                        | 8                             |                               |
| LEI | Leith Athletic                | 9                             |                               |
| Awans z Scottish Division Two 1893/94                                                                         |                               |                               |                               |
| CLY | Clyde                         |                               |                               |
| Oznaczenia: - kolumna pierwsza – skróty nazw drużyn, - kolumna trzecia – miejsce zajęte w poprzednim sezonie. |                               |                               |                               |

## Stadiony
| Miasto    | Stadion            | Klub                |
| --------- | ------------------ | ------------------- |
| Dumbarton | Boghead Park       | Dumbarton           |
| Dundee    | Dens Park          | Dundee              |
| Edynburg  | Tynecastle Stadium | Heart of Midlothian |
| Edynburg  | Powderhall Stadium | St Bernard’s        |
| Glasgow   | Celtic Park        | Celtic              |
| Glasgow   | Barrowfield Park   | Clyde               |
| Glasgow   | Ibrox Park         | Rangers             |
| Glasgow   | Cathkin Park       | Third Lanark        |
| Leith     | Beechwood Park     | Leith Athletic      |
| Paisley   | St. Mirren Park    | St. Mirren          |

## Tabela końcowa
| Lp. | Drużyna                 | M  | Z  | R | P  | Bramki | Bramki | Różn. | Pkt | Uwagi                    |
| --- | ----------------------- | -- | -- | - | -- | ------ | ------ | ----- | --- | ------------------------ |
| 1   | Heart of Midlothian (M) | 18 | 15 | 1 | 2  | 50     | 18     | +32   | 31  |                          |
| 2   | Celtic                  | 18 | 11 | 4 | 3  | 50     | 29     | +21   | 26  |                          |
| 3   | Rangers                 | 18 | 10 | 2 | 6  | 41     | 26     | +15   | 22  |                          |
| 4   | Third Lanark            | 18 | 10 | 1 | 7  | 51     | 39     | +12   | 21  |                          |
| 5   | St. Mirren              | 18 | 9  | 1 | 8  | 34     | 34     | 0     | 19  |                          |
| 6   | St Bernard’s (P)        | 18 | 8  | 1 | 9  | 37     | 40     | −3    | 17  |                          |
| 7   | Clyde                   | 18 | 8  | 0 | 10 | 38     | 47     | −9    | 16  |                          |
| 8   | Dundee                  | 18 | 6  | 2 | 10 | 28     | 33     | −5    | 14  |                          |
| 9   | Dumbarton               | 18 | 3  | 1 | 14 | 27     | 58     | −31   | 7   |                          |
| 10  | Leith Athletic (S)      | 18 | 3  | 1 | 14 | 32     | 64     | −32   | 7   | Spadek do First Division |

## Wyniki
| Gospodarz \ Gość    | CEL | CLY | DUM | DNE | HRT | LEI | RAN | BER | STM | THL |
| Celtic              |     | 2:0 | 6:0 | 2:1 | 0:2 | 4:0 | 5:3 | 5:2 | 2:2 | 4:4 |
| Clyde               | 2:4 |     | 3:1 | 2:0 | 3:2 | 5:2 | 1:5 | 1:4 | 0:2 | 4:3 |
| Dumbarton           | 0:2 | 2:3 |     | 2:4 | 1:4 | 3:2 | 1:0 | 3:4 | 4:1 | 2:4 |
| Dundee              | 1:1 | 4:1 | 3:0 |     | 0:2 | 4:1 | 2:1 | 2:2 | 0:1 | 1:2 |
| Heart of Midlothian | 4:0 | 2:4 | 3:1 | 4:0 |     | 3:1 | 0:0 | 4:3 | 1:0 | 6:3 |
| Leith Athletic      | 5:6 | 2:1 | 1:1 | 3:2 | 1:4 |     | 3:4 | 0:2 | 1:2 | 3:2 |
| Rangers             | 1:1 | 4:1 | 3:0 | 1:0 | 0:1 | 5:1 |     | 2:1 | 4:3 | 0:1 |
| St Bernard’s        | 0:2 | 0:3 | 5:0 | 2:0 | 0:3 | 6:3 | 1:4 |     | 2:0 | 2:4 |
| St. Mirren          | 0:3 | 4:2 | 4:3 | 5:1 | 1:2 | 3:2 | 4:2 | 0:1 |     | 2:0 |
| Third Lanark        | 2:1 | 4:2 | 6:3 | 1:3 | 0:3 | 7:1 | 0:2 | 4:0 | 4:0 |     |

Źródło: SPFL.co.uk
Objaśnienia:
1Drużyna gospodarzy jest wymieniona po lewej stronie tabeli.
Kolory: zielony – zwycięstwo gospodarzy, żółty – remis, różowy – zwycięstwo gości.